# Amenthes
Amenthes  è una caratteristica di albedo della superficie di Marte.